# 林蓟
林蓟（学名：Cirsium schantarense）为菊科蓟属的植物。分布在俄罗斯以及中国大陆的吉林、黑龙江、辽宁等地，生长于海拔600米至1,800米的地区，一般生于林缘潮湿处、林中、河边以及草甸，目前尚未由人工引种栽培。